# MÁV M28 sorozat
A MÁV M28-as, később 288-as (iparvasutaknál A21-es) sorozatú magyar gyártású dízel tolatómozdonya. Beceneve „Mazsola”, "Nyünyüke".

## Története
A típus eredeti MÁV sorozatszáma M275 volt, amit később M28-ra, majd 288-ra módosítottak. A mozdonyokat a MÁVAG tervei alapján 1955-től kezdte gyártani a győri Magyar Vagon- és Gépgyár, Rába M 030 majd 1957-től M 033 típusjelzéssel. A típus vonóerejét az akkoriban szokásos Ganz-Jendrassik motor biztosítja. Az első típusjelzéssel készült mozdonyok mechanikus erőátvitelűek és a sorozaton belül az ezres pályaszám csoportba vannak sorolva. A második típus hidromechanikus erőátvitelű mozdonyai a kétezres pályaszám csoportba kerültek. A MÁV számára 24 mechanikus (M28 1001–1024) és 10 hidraulikus (M28 2001–2010) meghajtású mozdony készült. Manapság már csak a mozdonyok fűtőházon belüli, illetve személykocsik javítóműhelyi mozgatása a feladatuk (mivel a MÁV-nál a fordítókorongok és a javítócsarnokok nincsenek ellátva felkapcsolható felsővezetékkel), de mivel megjelenésükkor szinte az egyedüli dízelmozdonyok voltak a hazai vasutakon (rajtuk kívül csak egyedi mozdonyok voltak, például MÁV M30 sorozatúak), így a gőzmozdonyhoz képest egyszerűbb üzemük miatt sok helyütt szívesen alkalmazták őket, ahol teljesítményük elégséges volt. Dolgoztak állomási tartalékként, továbbítottak kisebb tolatós tehervonatokat, és egyes vonalakon, így a Cegléd–Hantháza-vasútvonalon is, egy ideig rendszeresen továbbítottak személyszállító vonatokat.

## Mozdonylista[4]
Mechanikus erőátvitel:
- 288 101 (M28 1001) – Magyar Vasúttörténeti Park  (2024-től Märklin Hungária Kft. (Győr) előtt szobormozdony)
- 288 102 (M28 1002) – 2023 óta szobormozdony Szegeden.
- 288 103 – Székesfehérvár
- 288 104 – Szeged
- 288 105 – Békéscsaba
- 288 107 – Székesfehérvár
- 288 110 – Nyíregyháza (letétben 2011 óta)
- 288 111 – Békéscsaba (letétben 2011 óta)
- 288 112 – Szeged
- 288 114 – Debrecen
- 288 122 – Miskolc

Hidraulikus erőátvitel:
- 288 205 – Pécs
- 288 206 – Dombóvár
- 288 208 – Ferencváros
- 288 209 – Dombóvár
- 288 210 – Nagykanizsa (Fenntartásból kivonva 2010-ben)

## Iparvasúti használat
Az ugyanilyen szerkezetű iparvasúti járművek sorozat jele A21. A magyar iparvasutakon legkevesebb 80 db A21-es szolgált, ezek egy részét mára már törölték az állományból.
Egy példány a Berekháti Erőtakarmány területén van.

## Galéria
- M28 1002 Kecskeméten
- M28 1006 a ferencvárosi fűtőházban
- A21 064 a Magyar Vasúttörténeti Parkban
- M28 1014 Debrecenben